# Reihersee (Salzgitter)
Der Reihersee ist ein See in Salzgitter, Niedersachsen. Er liegt südwestlich von Gebhardshagen im Salzgitter-Höhenzug.

## Beschreibung
Der See ist ein ehemaliger Klärteich (Klärteich 2), der für die Sedimentation der bei der nassmechanischen Eisenerzaufbereitung im Norden der Grube Hannoversche Treue in Calbecht anfallenden Schlämme genutzt wurde. Der Klärteich war von Mai 1944 bis 1952 in Betrieb.
Mit der Planung und dem Bau des Klärteiches wurde 1942 begonnen. Der Damm war 1000 m lang, 51 m hoch, an seiner Sohle 213 m breit und hatte einen Inhalt von 1,53 Millionen m³. Der den See nach Norden sichernde Damm wurde als Erdbauwerk gebaut, als Baumaterial wurde Abraum aus dem nahen Bergbau und vom Bau der Erzaufbereitung verwendet. An der Luftseite hatte der Damm eine Neigung von 22 Grad, an der Wasserseite 37 Grad. Der See bedeckte zur Zeit der Inbetriebnahme eine Fläche von 52 Hektar. Die zu klärenden Schlämme aus der Erzaufbereitung Calbecht wurden über 70 m Höhenunterschied zum 195 Metern über NN liegenden Teich hochgepumpt und über eine Ringleitung eingespült. Das geklärte Wasser wurde über eine Rohrleitung zur Wiederverwendung in die Aufbereitungsanlage zurückgeleitet. Nachdem die nassmechanische Eisenerzaufbereitung 1976 eingestellt worden war, wurden die Ufer und die Umgebung des Sees rekultiviert. Wegen der Verlandung des Sees durch die eingebrachten Schlämme und des nur noch geringen Zuflusses ist die offene Wasserfläche auf etwa 25 ha zurückgegangen.
Der See, der verschiedenen Wasservögeln einen geeigneten Lebensraum bietet, wird von Waldflächen auf dem Salzgitter-Höhenzug umgeben. Insbesondere nach Süden geht die offene Wasserfläche in ausgedehnte Röhrichtzonen über. Offene Bereiche am Seeufer werden teilweise von Orchideen und Kleinem Tausendgüldenkraut besiedelt. Im See selber siedeln nur wenige Wasserpflanzen. Eine Besonderheit ist die im südlichen Niedersachsen seltene Raue Armleuchteralge, die ausgedehnte Bestände am Gewässergrund bildet. Gut acht Hektar des Sees sind als Verlandungsbereiche stehender Gewässer besonders geschützte Landschaftsbestandteile gemäß Bundesnaturschutzgesetz. Ein künstlicher Abfluss verhindert, dass der See überläuft oder die Gefahr eines Dammbruchs entsteht.
Der Reihersee ist durch einen Rundwanderweg erschlossen.